# Seznam představitelů Husovic
Seznam představitelů Husovic, bývalé obce dnes městské čtvrti Brna, části Brna-sever.
Od roku 1597 získala vesnice od abatyše kláštera na Starém Brně obecní zřízení s rychtářem a konšeli jako představiteli obecní správy.

## Představitelé
neúplný přehled do roku 1919:
- 24. srpna 1787, Jan Hlaváč (purkmistr)
- 27. října 1789, Jakub Kachlík (purkmistr)
- do 17. března 1849, Karel Kocman  (poslední rychtář)
- 17. března 1849 - 1859, František Hlaváč (první starosta a dosavadní pudmist)
- 1859 - 1864, Augustin Kachlík
- 1864 - 1867, Jan Kaloud
- 1867 - 1870, Václav Šik
- 1870 - 1873, František Kocman
- 1873 - 1876, Osvald Tempes
- 1876 - 1879, Václav Šik (podruhé)
- 1879 - 1883, Jan Kaloud (podruhé)
- 1883 - 1891, František Bradáček
- 1891 - 1905, Jan Jaroš
- 1905 - 1909, Josef Severa
- 1909 - 1912, Jan Kachlík

Dne 16. dubna 1919 byly Husovice připojeny k Brnu.